# M-TEC

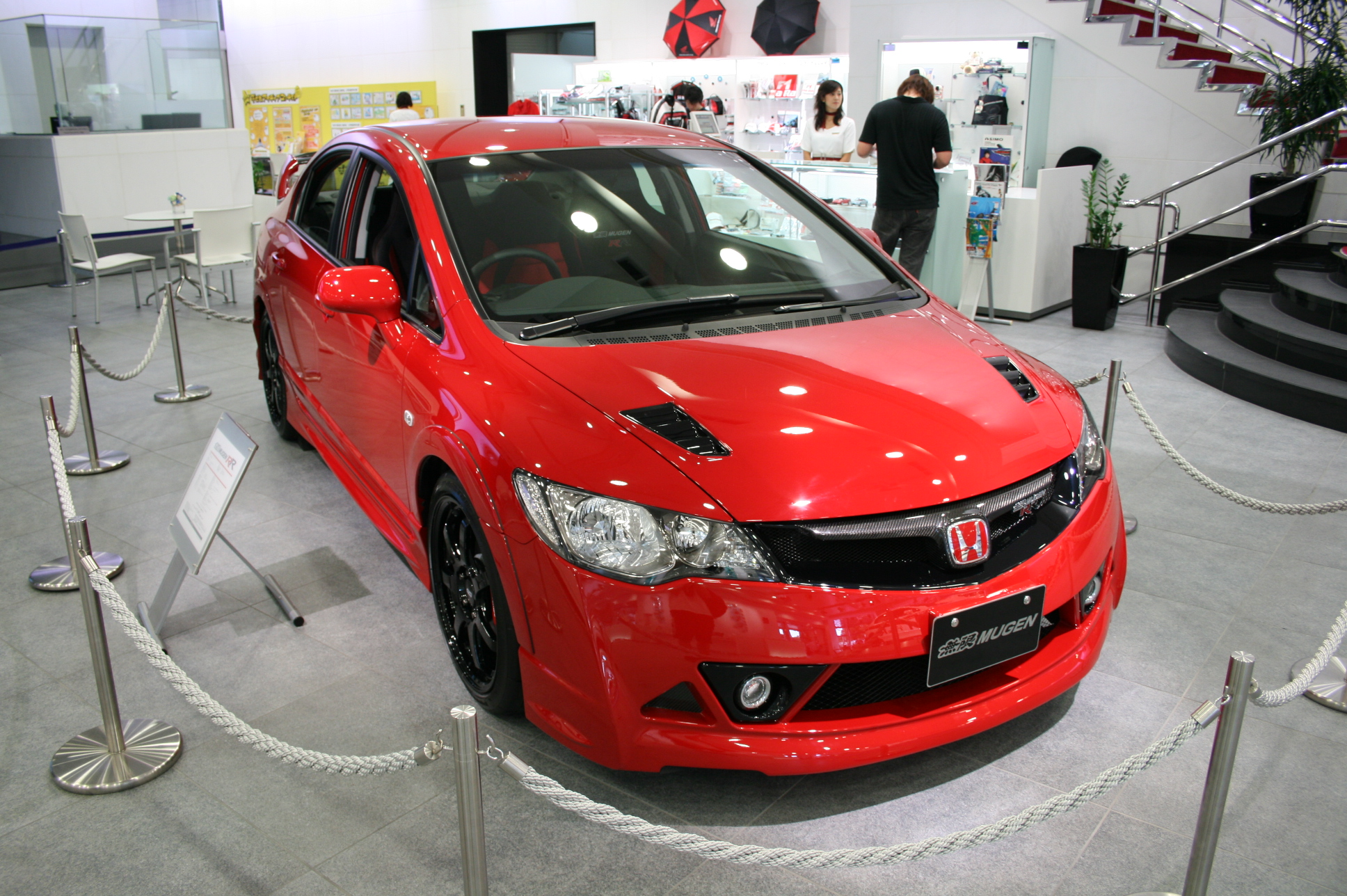
Ein in Japan angebotener Honda Civic Mugen RR

M-TEC Co. Ltd., früher Mugen (jap. 無限, dt. „Unendlichkeit“ oder „grenzenlos“), ist ein japanischer Hersteller und weltweiter Vertreiber von sportlichem Zubehör für Honda-Fahrzeuge. Die Firma arbeitet eng mit der Honda Motor Co. Ltd. zusammen und stellte auch einige Jahre lang Formel-1-Motoren auf Basis von Honda-Triebwerken her. Hirotoshi Honda, der älteste Sohn von Sōichirō Honda, gründete 1973 die Firma Mugen, unabhängig von der Firma seines Vaters. Der Firmensitz ist Asaka.
Im Jahr 2003 ging Mugen nach einem Steuerskandal in Konkurs. Seit 2004 trägt die Firma den Namen M-TEC („M“ steht noch immer für Mugen), Präsident ist Shin Nagaosa, die Motorsportabteilung wird von Hiro Toyoda geleitet.

## Motorsport

### Formel 1

#### 1991: Tyrrell

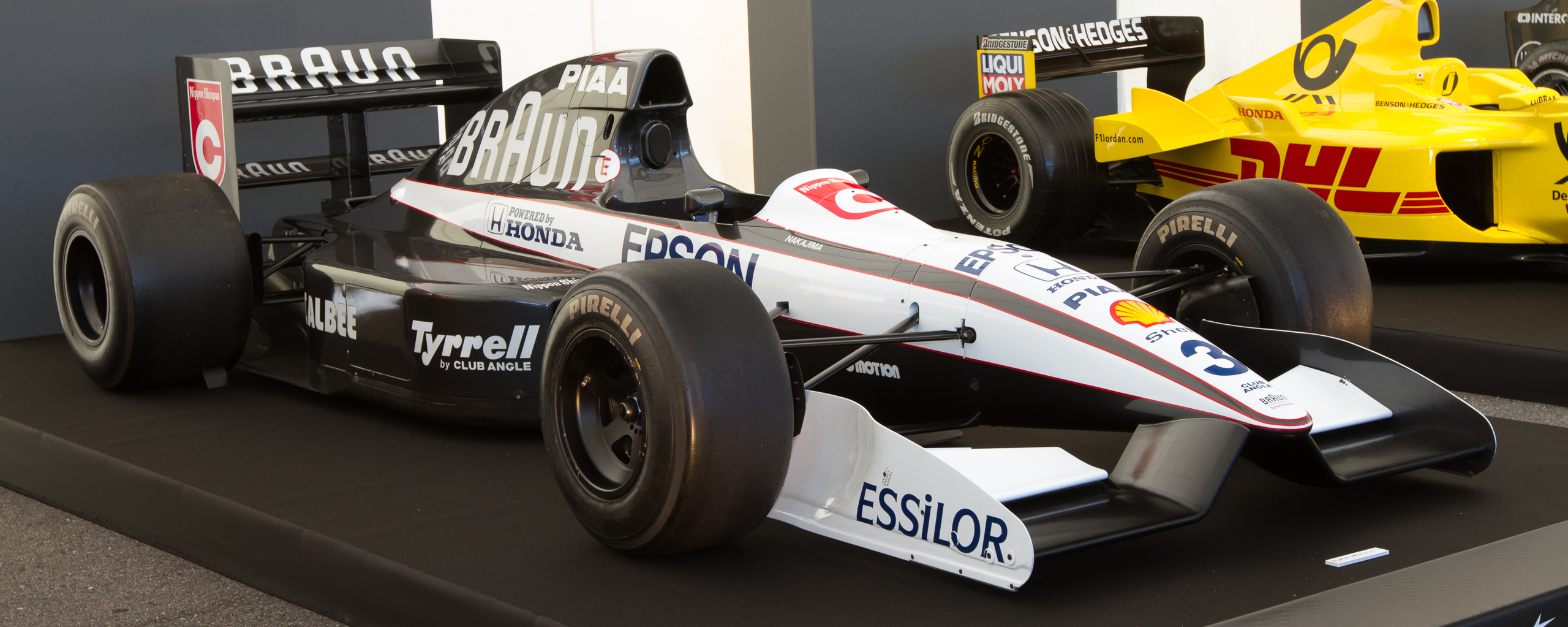
Tyrrell 020 von 1991

1991 erhielt erstmals ein zweites Team neben McLaren Zugriff auf Honda-Motoren. Die Wahl fiel, vermittelt durch Ron Dennis, auf das britische Traditionsteam Tyrrell. Tyrrell hatte in der Formel-1-Weltmeisterschaft 1990 trotz eines unterlegenen Cosworth-Achtzylinders einige Aufsehen erregende Erfolge erreichen können. Grund dafür war in erster Linie das unkonventionelle, aber sehr wirksame Chassis 019 von Harvey Postlethwaite.
Die von Tyrrell eingesetzten Triebwerke hießen Honda RA 101E. Es handelte sich dabei im Grunde um die Zehnzylinder-Triebwerke mit 72-Grad-Zylinderwinkel, die in der Formel-1-Saison 1990 bei McLaren gelaufen und dort für 1991 und 1992 durch gänzlich neue Zwölfzylinder ersetzt worden waren. Die Zehnzylinder-Triebwerke wurden von Mugen vorbereitet.
Für die Saison 1991 entwarf Postlethwaite den Tyrrell 020, der in der Konzeption dem 019 folgte, insgesamt aber bodenständiger ausfiel. Insbesondere erwies sich der Wagen angesichts vergleichsweise hohen Motorengewichts als schwer beherrschbar, sodass der Vorteil der besonderen Agilität weitgehend zunichtegemacht wurde.
Die Allianz zwischen Honda bzw. Mugen und Tyrrell begann erfolgversprechend, endete aber im Bereich der Mittelmäßigkeit. Ein Höhepunkt war der zweite Startplatz von Stefano Modena beim Großen Preis von Monaco. Allerdings fiel Modena nach 42 Runden wegen Motordefekts aus. Beim Großen Preis von Kanada drei Wochen später konnte Modena noch einmal brillieren. Er beendete das Rennen als Zweiter. Danach erreichte das Team keine bemerkenswerten Ergebnisse mehr und fiel deutlich ab. Zum Ende der Saison trennten sich Tyrrell und Mugen. Tyrrell verwendete das 020-Chassis in der Formel-1-Weltmeisterschaft 1992 mit geringfügigen Veränderungen als 020B mit einem Ilmor-Triebwerk und zu Beginn der Formel-1-Weltmeisterschaft 1993 als 020C mit einem Motor von Yamaha.

#### 1992 und 1993: Arrows/Footwork

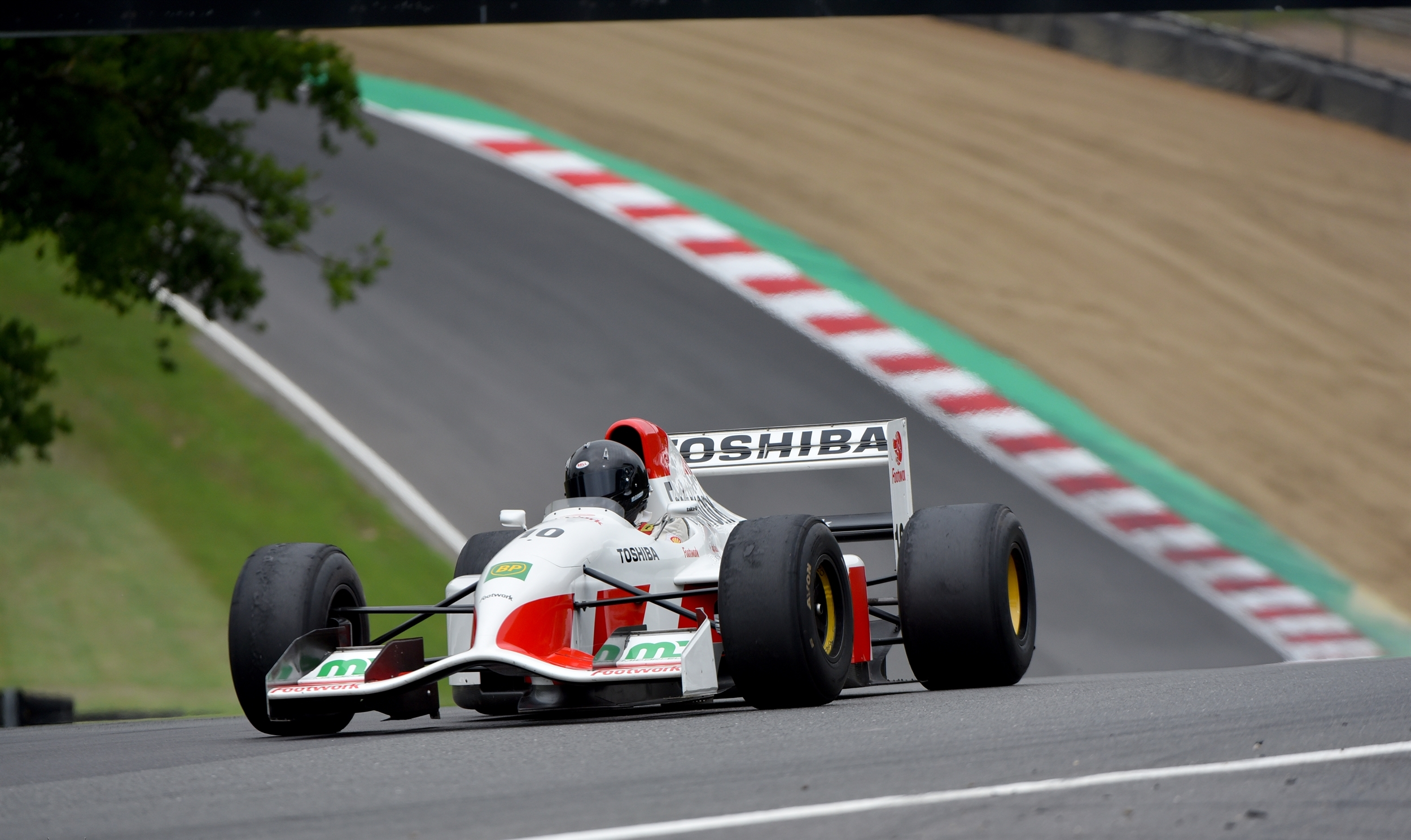
Footwork FA13 von 1992

In der Formel-1-Weltmeisterschaft 1992 rüstete Mugen das britische Team Footwork mit den nunmehr MF 351H genannten Zehnzylindern aus. Arrows-Konstrukteur Alan Jenkins entwarf für die Saison den Footwork FA13, ein Auto, das in vielen Details seinem für einen Porsche-Motor konzipierten Vorgänger FA12 entsprach. Fahrer waren Michele Alboreto und Aguri Suzuki. Alboreto war der zuverlässigste Fahrer des Jahres; er beendete nahezu jedes Rennen. Er erreichte zwei fünfte und zwei sechste Endplätze, sodass Footwork die Formel-1-Saison 1992 letzten Endes mit 6 Weltmeisterschaftspunkten als Sechster der Konstrukteursmeisterschaft abschließen konnte.
In der Formel-1-Saison 1993 wurde die Allianz zwischen Footwork und Mugen fortgesetzt. Fahrer waren Derek Warwick und Aguri Suzuki. Arrows setzte in den ersten beiden Rennen des Jahres noch das Vorjahresmodell unter der Bezeichnung FA13B ein. Warwick erreichte damit jeweils das Ziel, blieb aber außerhalb der Punkteränge. Zum Großen Preis von Europa in Donington debütierte das Nachfolgemodell, der FA14. Der Wagen, der über eine von TAG zugekaufte aktive Radaufhängung verfügte, war schwierig und konnte kaum Erfolge erzielen. Die einzigen Ergebnisse in den Punkterängen waren ein vierter Platz beim Großen Preis von Ungarn und ein sechster Platz beim Großen Preis von Großbritannien, die jeweils Warwick erreichte. Nach Ablauf dieser Saison trennte sich Mugen von Footwork. Das britische Team fuhr in der Folgesaison mit Kundenmotoren von Ford bzw. Cosworth.

#### 1994: Lotus

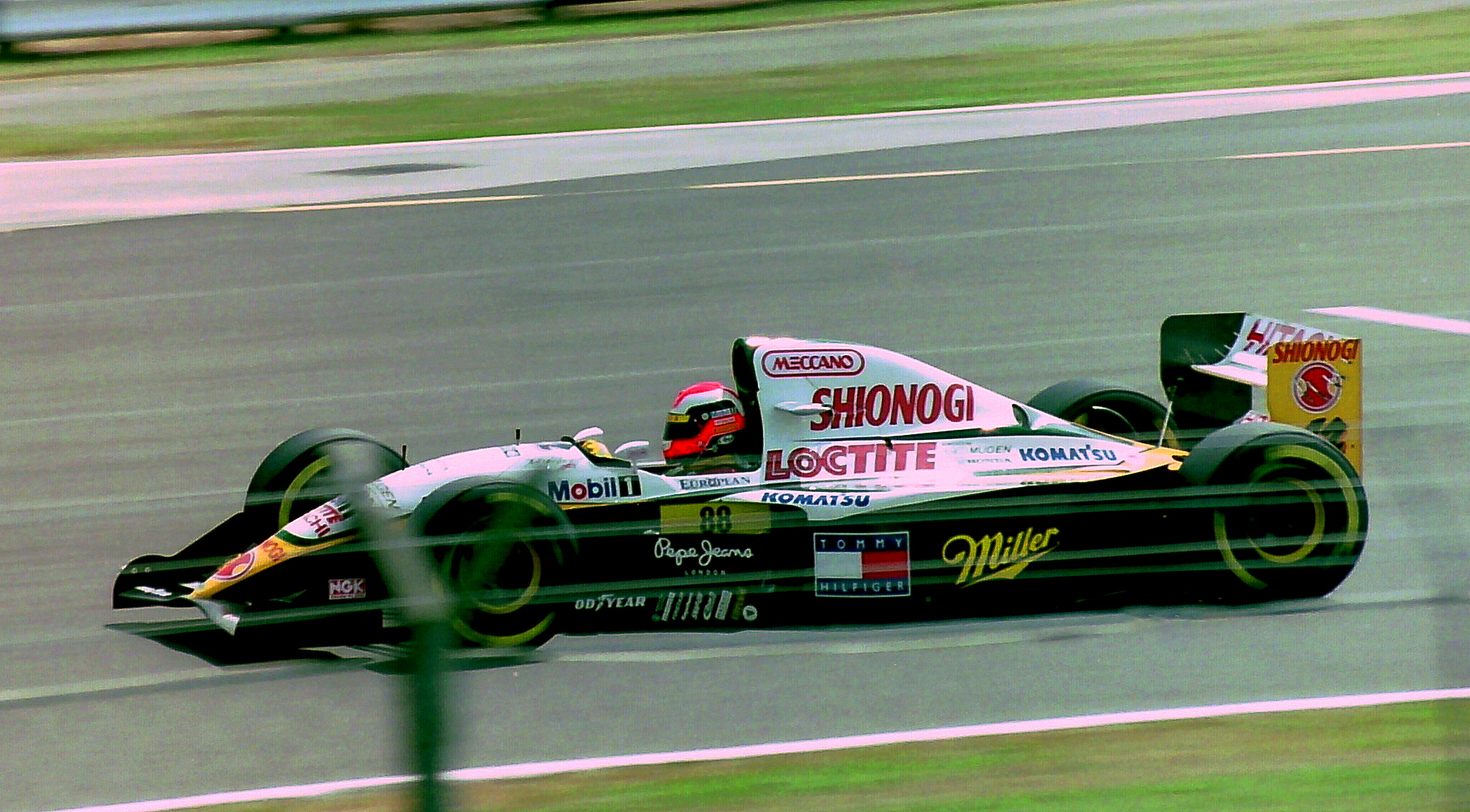
Lotus 109 von 1994

Für die Saison 1994 wurde Lotus mit Motoren beliefert. Der in finanziellen Schwierigkeiten befindliche Rennstall setzte zunächst eine weitere Version des 1992 erschienenen Modells 107 ein (mit der Bezeichnung 107C). Zum Großen Preis von Spanien erschien ein überarbeitetes Auto namens 109, das zunächst nur Johnny Herbert zur Verfügung stand; ab dem Großen Preis von Frankreich hatte dann auch Alessandro Zanardi als zweiter Fahrer Zugriff auf einen Lotus 109. Mugen stellte das aus dem Vorjahr bekannte Triebwerk zur Verfügung. Zum Großen Preis von Italien gab es eine überarbeitete Version namens ZA 5-C, die leichter und etwas potenter war. Gleichwohl war mit der Kombination aus Lotus und Mugen im Jahr 1994 nichts zu gewinnen. Keiner der insgesamt sechs Fahrer, die in diesem Jahr für Lotus fuhren, konnte einen WM-Punkt erreichen. Ende 1994 wurde Lotus aufgelöst und die Konkursmasse von Pacific aufgekauft.

#### 1995 und 1996: Ligier

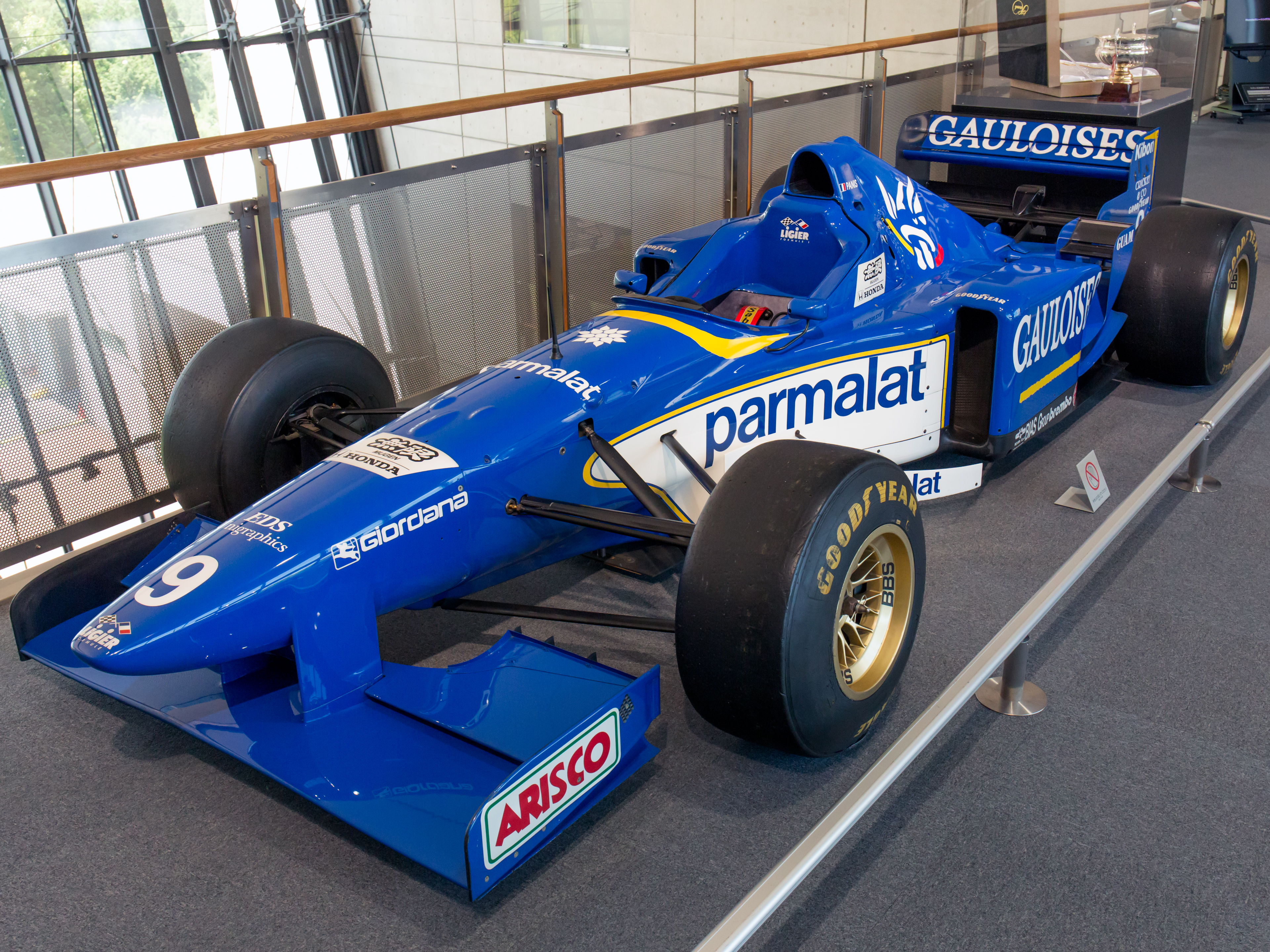
Ligier JS43 von 1996

Für die Formel-1-Weltmeisterschaft 1995 war Mugen als Motorenpartner für Minardi im Gespräch. Es gab bereits entsprechende Pressemitteilungen aus Italien, und in Faenza hatte Aldo Costa einen Wagen entworfen, der auf den japanischen Motor zugeschnitten war. Im November 1994 allerdings erklärte Mugen, statt Minardi ausschließlich das französische Team Ligier beliefern zu wollen. Ligier war im Laufe des Jahres 1994 in den Besitz von Benetton Formula gelangt. Hintergrund dieser Übernahme waren die begehrten Zehnzylinder-Motoren von Renault, die für die Saison 1995 an Williams sowie an Ligier geliefert werden sollten. Indem Benetton F1 das Ligier-Team übernahm, konnten die Renault-Triebwerke an das Benetton-Team umgeleitet werden, wo sie ein wichtiger Baustein auf Michael Schumachers Weg zum Gewinn seiner zweiten Fahrermeisterschaft werden sollten. Um sodann Ligier für 1995 mit adäquaten Motoren auszurüsten, übernahm Benetton F1 letztlich die Mugen-Triebwerke, die anfänglich für Minardi vorgesehen waren. Die Frage, wie verbindlich die Vereinbarung zwischen Minardi und Mugen im Herbst 1994 gewesen war, beschäftigte im Laufe der Saison 1995 die Juristen. Letzten Endes wurde Minardi nach einigem Hin und Her, zu dem auch der Einsatz eines Gerichtsvollziehers gegen das italienische Team gehörte, im Vergleichswege finanziell schadlos gehalten. Ungeachtet dessen musste Minardi aber sportlich zurückstecken, da alternativ verwendeten Achtzylinder-Kundenmotoren von Ford weit weniger potent waren als die Triebwerke von Mugen und das eigene Auto nur sehr hastig von den Mugen-Triebwerken auf die Ford-Motoren umgerüstet werden konnte.
Bei Ligier trieb der Mugen-Zehnzylinder ein Auto namens JS41 an. Dieser Wagen entsprach technisch und optisch weitestgehend dem Benetton B195 des gleichen Jahres; tatsächlich war der Wagen weitgehend in der Benetton-Fabrik entwickelt worden. Daran änderte auch die Aufschrift „Fabriqué en France“(dt. Hergestellt in Frankreich) nichts, die der Wagen auf seinem Heckflügel demonstrativ umher fuhr. Als Fahrer wurde Olivier Panis verpflichtet, das zweite Auto teilten sich Aguri Suzuki und Martin Brundle im regelmäßigen Wechsel.
Insgesamt war die Allianz aus Ligier und Mugen recht erfolgreich. Olivier Panis wurde beim Großen Preis von Australien Zweiter und kam bei sechs weiteren Rennen in die Punkteränge. Martin Brundle wurde einmal Dritter und einmal Vierter, und Aguri Suzuki erreichte einmal einen sechsten Platz.
In der Formel-1-Saison 1996 setzte sich die Verbindung von Ligier und Mugen fort, obwohl der bisherige Teamchef Tom Walkinshaw den Rennstall bereits zu Beginn des Jahres verließ und das britische Konkurrenzteam Arrows übernahm. Fahrer des modifizierten Ligier JS43 waren Pedro Diniz, der von Forti gekommen war und zahlreiche brasilianische Geldgeber mitbrachte, sowie Olivier Panis, der den Großen Preis von Monaco spektakulär gewinnen konnte. Es war der neunte Sieg für einen Ligier, der erste für das französische Team seit 1981 und der erste überhaupt für einen Mugen-Motor.

#### 1997: Prost

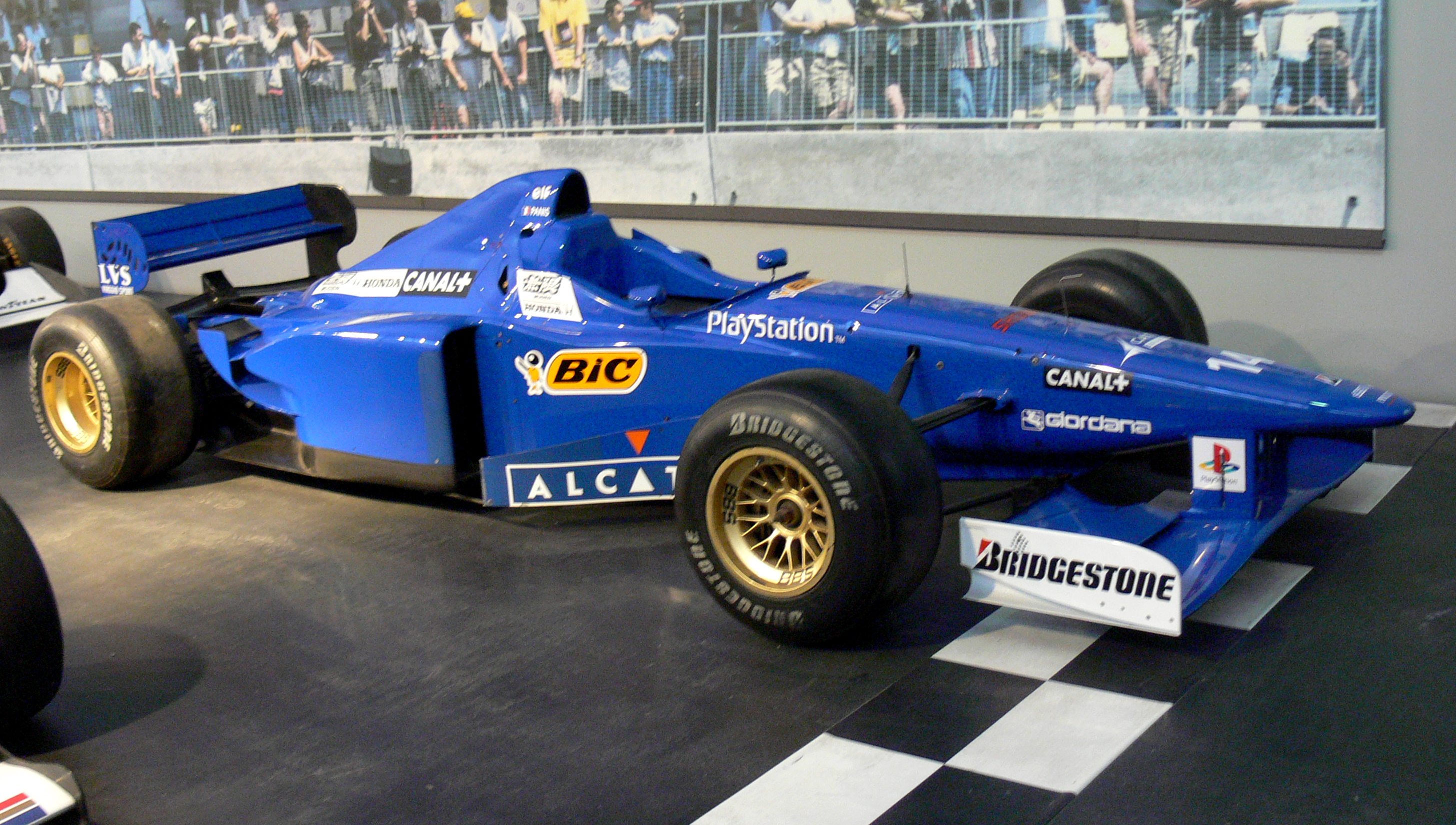
Prost Mugen-Honda JS45 von 1997

1997 übernahm der vierfache Formel-1-Weltmeister Alain Prost das Ligier-Team und führte es künftig unter dem Namen Prost Grand Prix. Sein Ziel war es, einen rein französischen Rennstall aufzubauen, und zwar unter Verwendung von Peugeot-Triebwerken. Peugeot war allerdings für die Formel-1-Saison 1997 noch an Jordan gebunden, sodass Prost für dieses Jahr noch einmal die Mugen-Triebwerke verwendete. Für 1998 wurde dann mit Jordan getauscht. Zuvor jedoch konnte sich Prost mit den Mugen-Triebwerken weiter hinter den Spitzenteams konsolidieren. Olivier Panis konnte zu Beginn der Saison mit Podestplatzierungen auf sich aufmerksam machen, verletzte sich allerdings bei einem Unfall in Kanada schwer und kehrte erst gegen Ende der Saison wieder zurück.

#### 1998 bis 2000: Jordan

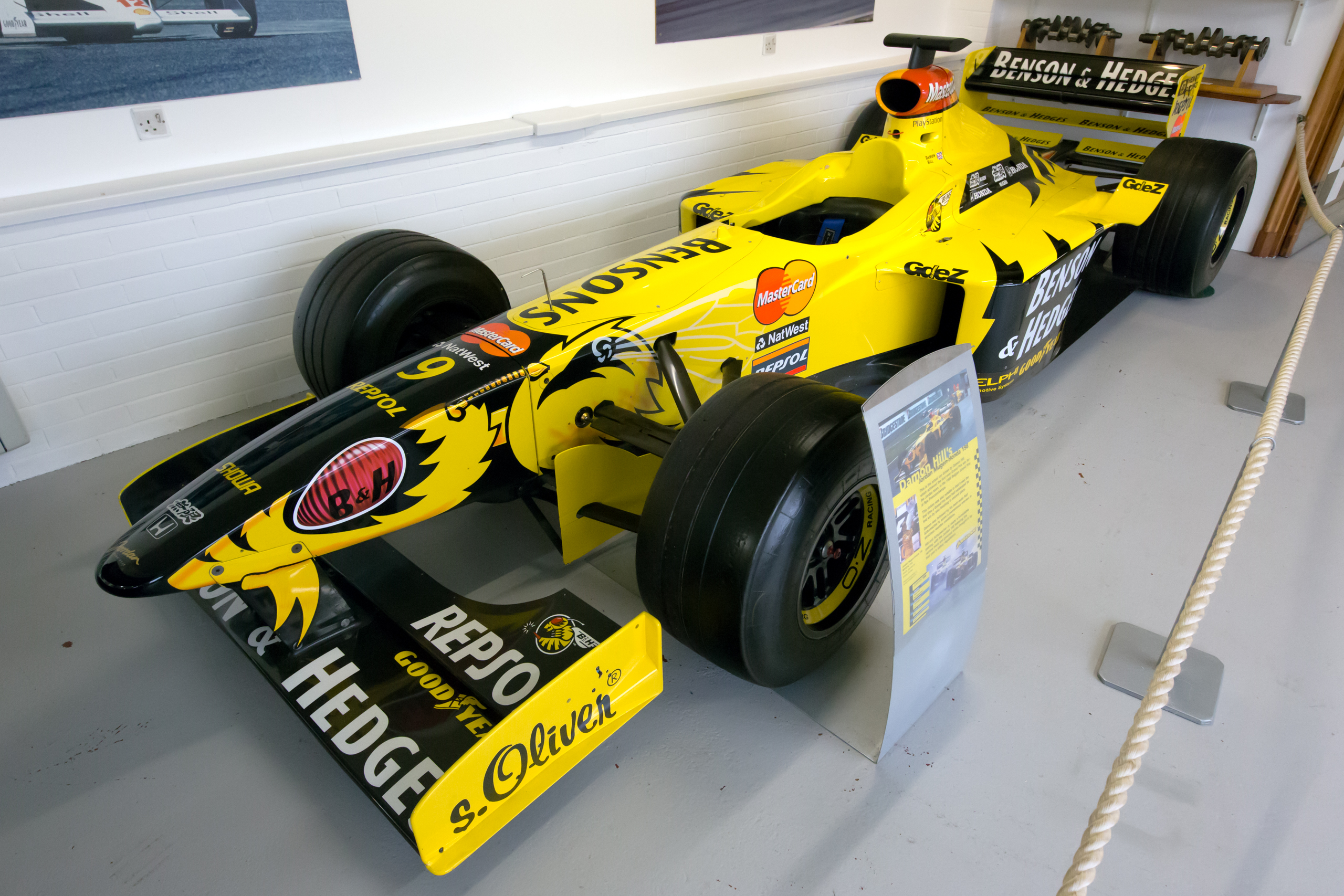
Jordan 198 von 1998

In der Formel-1-Weltmeisterschaft 1998 rüstete Mugen das britische Team Jordan, wo 1998 in Spa-Francorchamps ein Doppelsieg mit Damon Hill und Ralf Schumacher gelang – allerdings profitierten beide Fahrer dabei von zahlreichen durch äußerst schlechte Wetterverhältnisse bedingten Ausfällen im Feld. 1999 konnte Heinz-Harald Frentzen im Jordan-Mugen zwei Rennen für sich entscheiden und hatte noch bis zum vorletzten Rennen Chancen auf den Weltmeistertitel; letztlich wurden er und sein Team Dritter in der jeweiligen Wertung. Ende der Saison gab Honda bekannt, im folgenden Jahr wieder mit eigenen Motoren und dem B.A.R.-Team in die Formel 1 einzusteigen, nachdem vorherige Pläne eines komplett neuen eigenen Teams aufgrund des überraschenden Todes von Chefingenieur Harvey Postlethwaite im April des Jahres aufgegeben worden waren. In der Saison 2000 erhielt Jordan nochmals japanische Zehnzylinder von Mugen, danach zog sich das Unternehmen aus der Formel 1 zurück. Jordan konnte jedoch nicht an die guten Leistungen aus der Vorsaison anknüpfen und fiel ins Mittelfeld zurück. Ab der Saison 2001 erhielt das Team dann seine Triebwerke direkt von Honda.

### Japanische GT-Meisterschaft

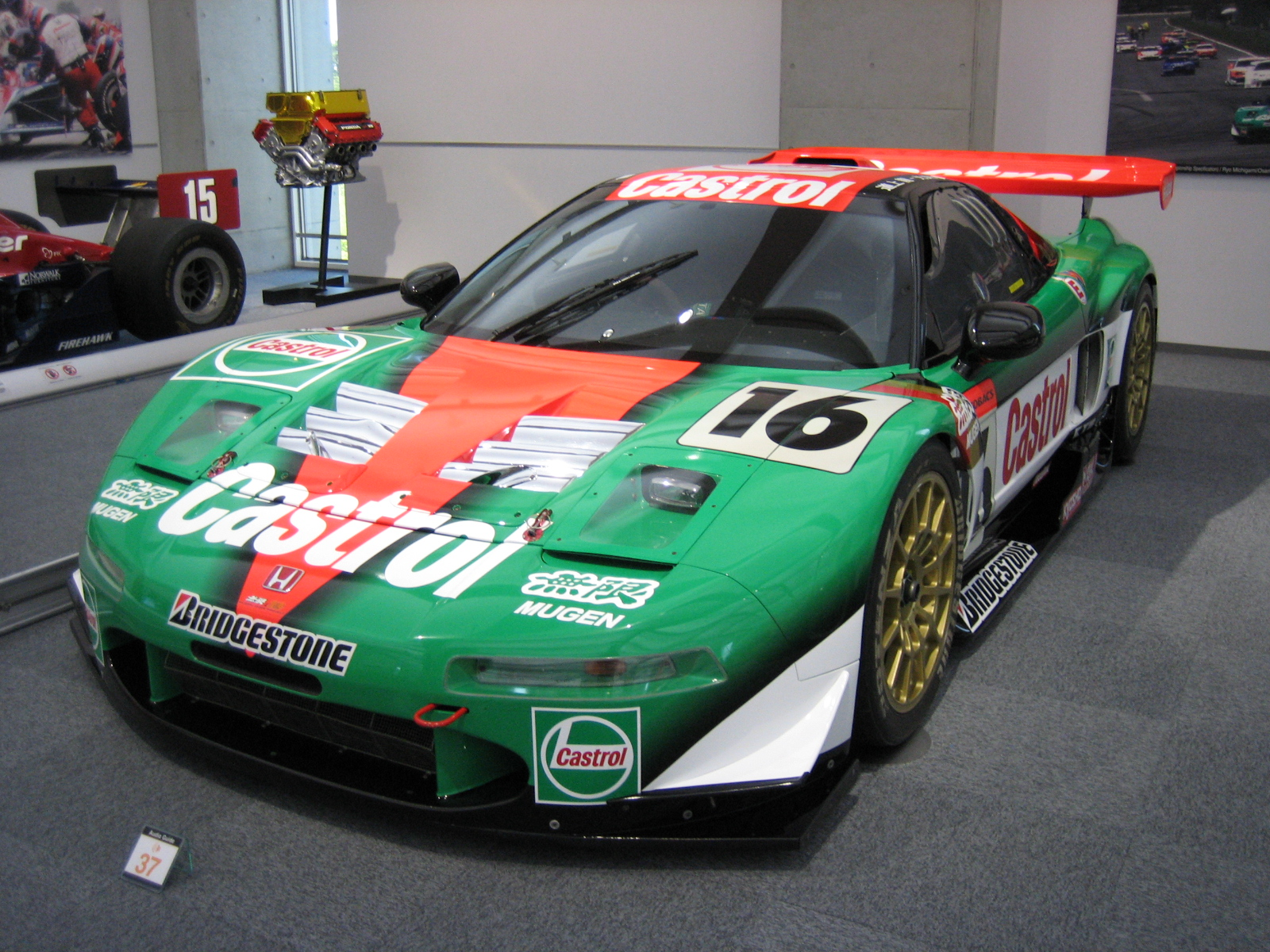
Ein ab 1998 in der japanischen JGTC-Serie eingesetzter Mugen-NSX GT500

Ab 1997 übernahm Mugen zum Teil in Zusammenarbeit mit dem Rennwagenbauer Dome die Entwicklung eines Honda NSX für die japanische Super-GT-Meisterschaft und setzte ab 1998 eine auf 3,5 Liter Hubraum erweiterte Version des neuen 3,2-Liter-Serienmotors ein, die über 600 PS leistete. Damit erreichte ein NSX im Jahr 2000 die GT500-Fahrer-Meisterschaft, ohne jedoch nur ein Rennen gewinnen zu können. 2002 gelang Mugen/Dome mit den beiden eingesetzten NSX der Gewinn der Meisterschafts-Teamwertung. Nach Änderungen im Reglement für 2003 entstand eine weitere Motorenvariante auf Basis des in der Serie nicht mehr verwendeten 3,0-Liter-Triebwerks. Dieses wurde längs (statt wie serienmäßig quer) eingebaut und durch zwei Turbolader zwangsbeatmet. Mugen hatte sich für diese Lösung entschieden, weil die bis 2002 verwendeten Saugmotoren bei den zum Teil höher gelegenen japanischen Rennstrecken wegen des Sauerstoffmangels zu viel Leistung verloren hatten. Die erfolgreicheren Konkurrenzfahrzeuge Toyota Supra und Nissan Skyline GTR waren dagegen von Anfang an mit Turbomotoren ausgerüstet und hatten dieses Problem nicht.
Weitgehend seriennah waren die hauptsächlich von Privat-Teams eingesetzten NSX in der Klasse GT300. Hier sind und waren sowohl die Modifikationsmöglichkeiten als auch die Motorleistung (auf 300 PS) begrenzt. Meisterschaftserfolge gelangen dem NSX in dieser Klasse lange Zeit nicht. Erst als die neu gegründete M-TEC in der Saison 2004 die früheren Mugen-Aktivitäten von der GT500- auf die GT300-Klasse verlagerte und einen professionell vorbereiteten und gefahrenen NSX einsetzte, konnte die erste GT300-Meisterschaft gefeiert werden. Dieser Erfolg kam eher unerwartet, da Mugen den Einsatz hauptsächlich als Trainingsprogramm für junge japanische Fahrer zur Vorbereitung auf spätere GT500-Einsätze geplant hatte.

### Elektromotorräder

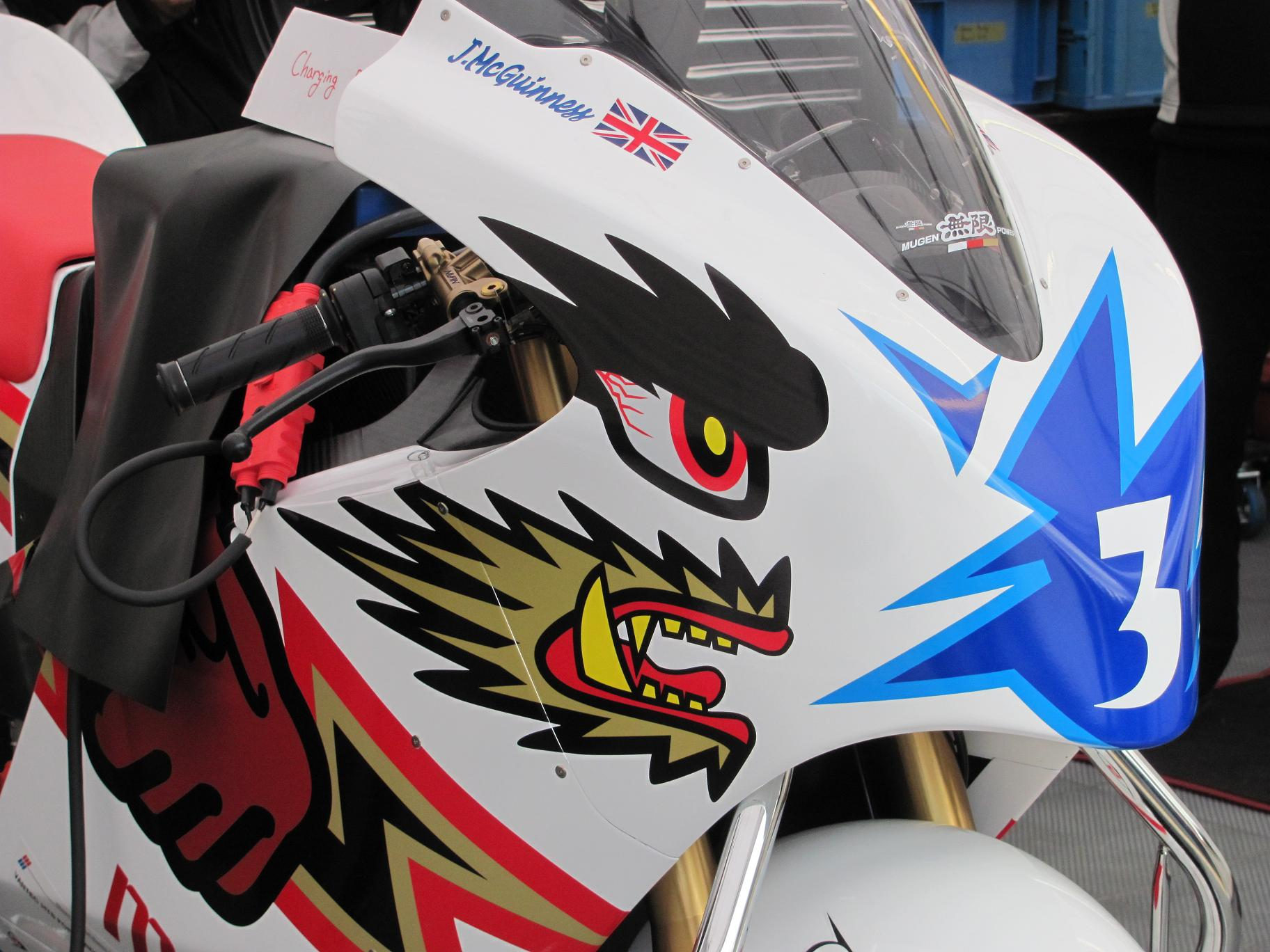
Shinden von 2013

Zu Beginn der 2010er begann die Zusammenarbeit mit Honda zur Entwicklung von Motorrädern mit Elektroantrieb. In der Rennserie für Elektromotorräder TT Zero bei der Isle of Man TT trat M-TEC erstmals mit der Mugen Shinden an. Benannt wurde das Motorrad nach der japanischen Gottheit der Elektrizität und der Blitze. Die einzelnen Modellvarianten werden mit den japanischen Ordnungszahlen unterschieden. Derzeit ist die dritte Entwicklungsstufe („san“) im Einsatz. Bereits bei ihrem Debüt konnte die Shinden 2012 mit John McGuinness prompt auf Platz zwei hinter Michael Rutter der auf einer E1pc vom Pionier dieser Rennklasse von MotoCzysz angetreten war. 2014 kam der erste Sieg für McGuinness. Diesen konnte er im Folgejahr erneut auf Shinden wiederholen. 2016 siegte Bruce Anstey ebenfalls auf Shinden. Die Maschine besitzt einen Monocoquerahmen und wird von einem ölgekühlten, bürstenlosen Elektromotor angetrieben der 120 kW (163 PS) leistet. Sein Drehmoment wird von M-TEC mit 210 Nm angegeben. Über genaue Angaben zu Kapazität oder Bauart der verwendeten Lithium-Ionen-Akkus schweigt M-TEC branchenüblich. Michael Rutter schraubte bei seinem Sieg im Jahr 2019 den Schnitt auf 121,91 mph (196,195 km/h), was nur unwesentlich langsamer als die Geschwindigkeit der Solomotorräder mit Verbrennungsmotor der Klasse Supersport ist.